# 唐托爾夸托

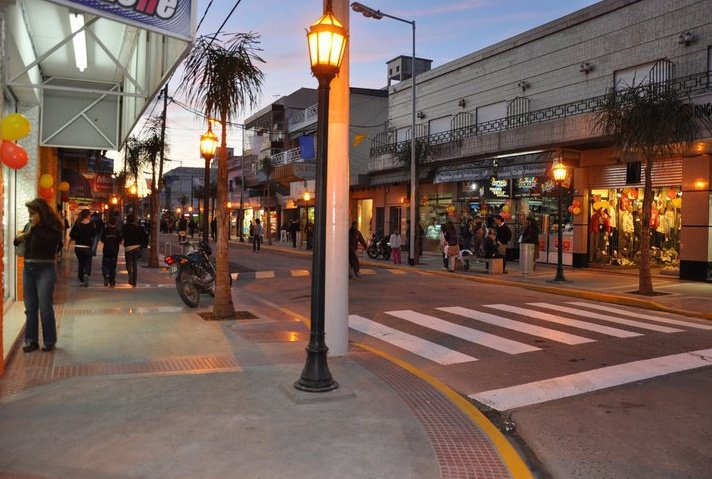
唐托爾夸托

唐托爾夸托（Don Torcuato）是阿根廷的城市，位於該國東部，由布宜諾斯艾利斯省負責管轄，始建於1927年11月13日，海拔高度17米，該鎮取名自前總統馬爾塞洛·托爾夸托·德·阿爾維亞爾，2001年人口64,867。

## 外部連結
- Local website（页面存档备份，存于）（存档）